# Gostilele, Călărași
Gostilele este un sat ce aparține orașului Fundulea din județul Călărași, Muntenia, România.
Atestare 1613 (7121) aprilie 7. Catalogul documentelor Tarii Romanesti, vol. 2 (1601-1620), vol.4 (1633-1639).
"1613 (7121) aprilie 7. Târgoviște - Radu voievod, fiul lui Mihnea voievod, întărește sătenilor Patru, Carstea, Gherghina, Radu și alții cu frații lor și fii lor, stăpânirea peste satul Bajastii, de pe Mostiște, din câmp, pădure, apă și vatra satului și tot hotarul, pentru că le-a fost moșie de la moși strămoși încă din zilele altor domni bătrâni.
În zilele lui Mihai voievod s-au vândut domnului iar el a dat satul slugii sale credincioase, Gruia Căpitanul, care s-a învoit cu moșnenii de mai sus și i-a lăsat să se răscumpere, să fie iar cnezi, cu 13.000 de aspri gata, înaintea întregului divan și curții domnești, martori fiind la învoială: Bratohan din Gostile, Fratea din Belciugatul, Oana din Piscure și Fiera logofăt din Argești.
Blestem. Martori: Vintilă mare vornic, Neca mare logofăt, Dediu vistier, Carstea spătar, Panait stolnic, Bratu comis, Lupu paharnic, Foti mare postelnic.
Scrie Neagoe logofăt, Ispravnic însăși spusa domnului."
Mitropolia Tarii Romanesti, XVI/80